# Amalarico
Amalarico dei Balti, Amalarico anche in spagnolo e in portoghese, Amalaric in catalano (502 – Barcellona, 531), è stato re dei Visigoti dal 510 fino alla sua morte.

## Origine
Secondo il Diccionario biográfico español, Real Academia de la Historia, Amalarico era il figlio legittimo del Re dei Visigoti, Alarico II e della moglie, Teodegota, che, come conferma anche lo storico Giordane, era nata in Mesia ed era figlia del sovrano del Regno ostrogoto in Italia, Teodorico il Grande e di una sua concubina.

Ancora secondo il Diccionario biográfico español, Real Academia de la Historia, Alarico II era il figlio maschio del Re dei Visigoti, Eurico e di una principessa di sangue reale, Ragnilde, di cui non si conoscono gli ascendenti, che viene citata nelle Sidonius Apollinarius Epistulæ (reginæ Ragnahildæ).

In marrone il regno dei Visigoti, comprendente gran parte della penisola iberica e la Settimania, alla morte di Amalarico

## Biografia
Nel 507 il re dei Franchi, Clodoveo I, riuniti tutti i Franchi Salii, con un contingente fornito dai Franchi Ripuari, ed alleato dei Burgundi, mise insieme un notevole esercito che in primavera attraversò la Loira e marciò su Poitiers. Suo padre, Alarico II, era attestato nei pressi di Vouillé e cercò di rinviare lo scontro, in attesa degli alleati, gli Ostrogoti, che impegnati in Italia da una flotta bizantina (anche i Bizantini appoggiavano Clodoveo), stavano ritardando.

Alla fine, Alarico II, anziché ritirarsi, decise di combattere e fu sconfitto e ucciso personalmente dal re franco Clodoveo, nei pressi di Poitiers nella battaglia di Vouillé del 507, come riporta Gregorio di Tours, che aggiunge che Amalarico, figlio legittimo di Alarico II, dovette fuggire in Spagna e Clodoveo conquistò Tolosa impadronendosi del tesoro del regno visigoto.
Dopo la morte del padre i nobili Visigoti, a Narbona, elessero re il suo fratellastro illegittimo Gesalico, nonostante l'opposizione del re degli Ostrogoti, Teodorico il Grande, che avrebbe preferito che sul trono andasse, anche se bambino, Amalarico, figlio legittimo di Alarico II, e suo nipote in quanto figlio di sua figlia, Teodegota.
Il suo fratellastro Gesalico continuò la guerra contro i Franchi, ma senza successo; infatti i Franchi, nel 507, gli bruciarono la capitale Tolosa e sempre nello stesso anno gli alleati dei Franchi, i Burgundi, sotto la guida del loro re Gundobado, attaccarono la Settimania e occuparono Narbona, per cui Gesalico passò i Pirenei e si stabilì a Barcino (l'attuale Barcellona), nuova capitale del regno, come riporta anche Isidoro di Siviglia.
Nel 510 suo nonno, Teodorico, ordinò al generale Ibbas, che guidava il contingente Ostrogoto in Gallia di rioccupare la Settimania, riconquistando Narbona, Carcassonne e Nîmes ed inoltre di cacciare da Barcellona Gesalico, che si rifugiò in Nordafrica, presso il regno dei Vandali, come riporta anche Isidoro di Siviglia.
In quello stesso anno (510), a Barcino, il generale Ibbas, a nome di Teodorico, aveva fatto eleggere Amalarico (di circa nove anni) re dei Visigoti, per il territorio nella penisola iberica.
La guerra terminò, all'arrivo dell'esercito ostrogoto, con l'abbandono da parte dei Franchi e dei Burgundi dell'assedio di Arles, che era stata difesa eroicamente dal generale ostrogoto Tulum (o Tolonic).
Nel 511, alla morte di Clodoveo, anche la città di Rodez tornò ai visigoti, mentre la Provenza però non fu restituita ai visigoti, ma governata assieme al regno d'Italia, che nel frattempo aveva sposato una nobile, ispano-romana, molto ricca.
Teodorico per quindici anni fu il vero governatore del regno visigoto, e lo fece con molta abilità, come riportano sia il Chronica Regum Visigotthorum (Theudoricus regnavit annos XV), che il Chronicon Albeldense, che precisa che lasciò il trono al nipote Atalarico (Teudericus occiso Gesalaico, regnum Gothorum tenuit annis xv, et superstiti nepoti suo Atalarico reliqiut).

Anche Isidoro di Siviglia riporta che dopo la morte di Gesalico, Teodorico governò per quindici anni, per poi passare il governo a Amalarico (rursus extincto Gisaleico rege Gothorum Spaniae regnum XV annis obtinuit, quod superstes Amalarico nepoti suo reliquit).
Nel 526, alla morte del nonno Teodorico, Amalarico, proclamato (confermato) re dei Visigoti, assunse il potere effettivo e pose la sua residenza a Narbona.

In quello stesso anno, Amalarico raggiunse un accordo con il cugino Atalarico che il regno visigoto si estendeva sia sulla Spagna che sulla Settimania; mentre la Provenza apparteneva al regno ostrogoto d'Italia, come riporta anche lo storico Procopio di Cesarea nel suo De_Bello_Gothico.
Dato che i figli di Clodoveo stavano cercando di estendere i loro domini su tutta la Gallia, Amalarico cercò di scongiurare il pericolo, sposando Clotilde, figlia di Clodoveo, re dei Franchi; l'unione non fu felice a causa della differenza di appartenenza religiosa: lui era ariano e lei cattolica, e gli insistenti tentativi di Amalarico di farla convertire all'arianesimo (secondo il vescovo Gregorio di Tours (536–597), Amalarico nel tentativo di convertire la moglie, Clotilde arrivò anche a maltrattarla) furono vani, anzi esasperarono i fratelli di lei Childeberto I e Clotario I. Childeberto, nel 531, invase la Settimania e sconfisse Amalarico nei pressi della sua capitale, Narbona. Amalarico fuggì cercando rifugio a Barcellona, come conferma Isidoro di Siviglia.

Secondo il Diccionario biográfico español, Real Academia de la Historia, Amalarico era fuggito a Barcellona via mare, salvando una parte del tesoro del regno.
Ma poco dopo, sempre nello stesso anno, Amalarico fu assassinato, pugnalato dai suoi stessi soldati nei pressi di Barcellona, come riportano le cronache di Giordane, di Isidoro di Siviglia e le Herimanni Augiensis chronicon, ed alla sua morte, l'ostrogoto Teudi venne eletto re dei visigoti.

Il Chronica Regum Visigotthorum cita Amalarico, confermando che fu re per cinque anni (Amalaricus regnavit annos V); il Chronicon Albeldense conferma che Amalarico, figlio di Alarico II regnò cinque anni, sconfitto a Narbona da Childeberto I, re dei Franchi (a Vildiberto Francorum rcge superatus Narbona).
Con Amalarico aveva fine, almeno per la linea maschile, la dinastia dei Balti, che erano stati re dei Visigoti ininterrottamente per circa 135 anni, da Alarico I.

## Matrimonio e discendenza
Amalarico, secondo il vescovo Gregorio di Tours, aveva sposato, dopo la morte di Clodoveo, Clotilde, l'unica figlia femmina del re dei Franchi Sali della dinastia merovingia, Clodoveo I e della sua seconda moglie, Clotilde, che sempre secondo Gregorio di Tours, era la figlia del re dei Burgundi, Chilperico II e della moglie, di cui non si conosce il nome, che maltrattata chiese aiuto ai fratelli.

Di Amalrico non si conosce alcuna discendenza.
Amalarico potrebbe aver avuto una figlia (non si sa se dalla moglie o da una concubina):
- Gosvinta (?-589), che sposò Atanagildo, futuro re dei Visigoti e poi, in seconde nozze, il re Leovigildo, assicurò la discendenza dei Balti e degli Amali in linea femminile sino a don Pelagio, nonché fino ad Alfonso I e, sembra, sino ai Capetingi.

### Fonti primarie
- (LA) IORDANIS DE ORIGINE ACTIBUSQUE GETARUM..
- (LA) Chronica Regum Visigotthorum, España Sagrada Tomo II..
- (LA) Isidori Historia Gothorum, Wandalorum, Sueborum, De origine Gothorum (archiviato dall'url originale il 29 aprile 2024)..
- (LA) Anastasii abbatis opera omnia..
- (LA) Monumenta Germaniae Historica, Auctorum antiquissimorum, tomus 5.1, Jordanis, De origine actibusque Getarum..
- (LA) Monumenta Germaniae Historica, Auctorum antiquissimorum, tomus VIII, Apollinaris Sidonii Epistulae et carmina..
- (LA) Monumenta Germaniae Historica, Scriptores (in Folio) (SS), tomus 5, Herimanni Augiensis Chronicon..
- (LA) "Saint+Gregory+(Bishop+of+Tours)"&printsec=frontcover Historia Francorum..
- (EL, LA) Procopio di Cesarea, De Bello Gothico (PDF), su documentacatholicaomnia.eu.

### Letteratura storiografica
- Rafael Altamira, La Spagna sotto i Visigoti, in Storia del mondo medievale, vol. I, 1999,  pp. 743-779.
- Maurice Doumoulin, Il regno d'Italia sotto Odoacre e Teodorico, in Storia del mondo medievale, vol. I, 1999,  pp. 420-444.
- Christian Pfister, La Gallia sotto i franchi merovingi: vicende storiche, in Storia del mondo medievale, vol. I, 1999,  pp. 688-711.